# Inspector Morse (serial)
Inspectorul Morse (în engleză Inspector Morse) (serial Tv 1987-2000) este un serial polițist britanic creat după cărțile lui Colin Dexter. Serialul descrie ultimii ani din cariera DCI (Detective Chief  Inspector - inspector șef) Endeavour Morse, de la Poliția Râului Tamisa, cu sediul la Oxford (UK). Morse a fost jucat de John Edward Thaw, CBE (3 ianuarie1942 – 21 februarie 2002).
Cu un umor fin, o rigiditate de absolvent de Oxford, cunoștințe ample de istorie și artă clasică⁠(d), iubitor al muzicii clasice (în special Wagner) Inspectorul Morse rezolvă crimele apărute la în zona Oxfordului și superba zonă înconjurătoare.
Serialul are un spin-off, Lewis despre cariera DS (detective sergeant - sergent detectiv) Robert „Robbie” Lewis (Kevin Whately), mâna dreaptă a lui Morse, și un prequel Endeavour (Shaun Evans), despre anii de început ai carierei lui Morse, între anii 1965-1972.